# Copelatus yacumensis
Copelatus yacumensis är en skalbaggsart som beskrevs av Guignot 1957. Copelatus yacumensis ingår i släktet Copelatus och familjen dykare. Inga underarter finns listade i Catalogue of Life.